# 벤토테네
벤토테네(이탈리아어: Ventotene)는 이탈리아 라치오주 라티나도에 위치한 코무네다. 로마 시대때에는 판다타리아(Pandataria) 또는 판다테리아(Pandateria)라고도 알려져있다. 가에타 해안으로부터 46km 떨어진 티레니아해 폰치아네 제도에 있다.

## 교통
섬은 페리선과 수중익선으로 포르미아, 안치오와 연결되어있다. 여름에는 이스키아에도 연결된다.

## 같이 보기
- 폰치아네 제도